# Rib Mountain (berg in Wisconsin)
Rib Mountain (ook bekend als Rib Hill) is een geërodeerde berg van het type inselberg in Marathon County centraal gelegen in de Amerikaanse staat Wisconsin. De berg ligt in het beschermd landschap Rib Mountain State Park. Ten noordoosten van de berg ligt de plaats Rib Mountain en verder naar het noordoosten ligt de stad Wausau. Aan de oostzijde van de berg ligt de Interstate 39 en de rivier de Wisconsin. De berg is samengesteld uit kwartsiet en bedekt met een zachtere laag syeniet.
Hoewel Rib Mountain niet het hoogste punt in Wisconsin is en technisch gezien niet eens een berg, is het bijna 6,4 km lang met pieken op 586 meter boven de zeespiegel en 230 meter boven het omliggende terrein, is dit wel het grootste hoogteverschil tussen een piek en het omliggende terrein in de staat Wisconsin. In de buurt bevinden zich de Rib River en little Rib River.
Rib Mountain is de thuisbasis van Rib Mountain State Park en de Granite Peak Ski Area (voorheen Rib Mountain Ski Area). De piek is ook de plaats van veel zendmasten voor radio- en televisiestations in het Wasaugebied, en is de naamgever voor de kanalen WHRM-TV en WHRM-FM van Wisconsin Public Television en News & Classical Network van Wisconsin Public Radio.
Een lokale legende zegt dat de 'ribben' in Rib Mountain komen van het feit dat het de begraafplaats is van Paul Bunyan. Bovendien zou in de buurt van Mosinee Hill het graf zijn van de blauwe os Babe.
Toen het skigebied in 1937 opende op de hellingen van Rib Mountain was het een van de eerste skigebieden in Noord-Amerika.

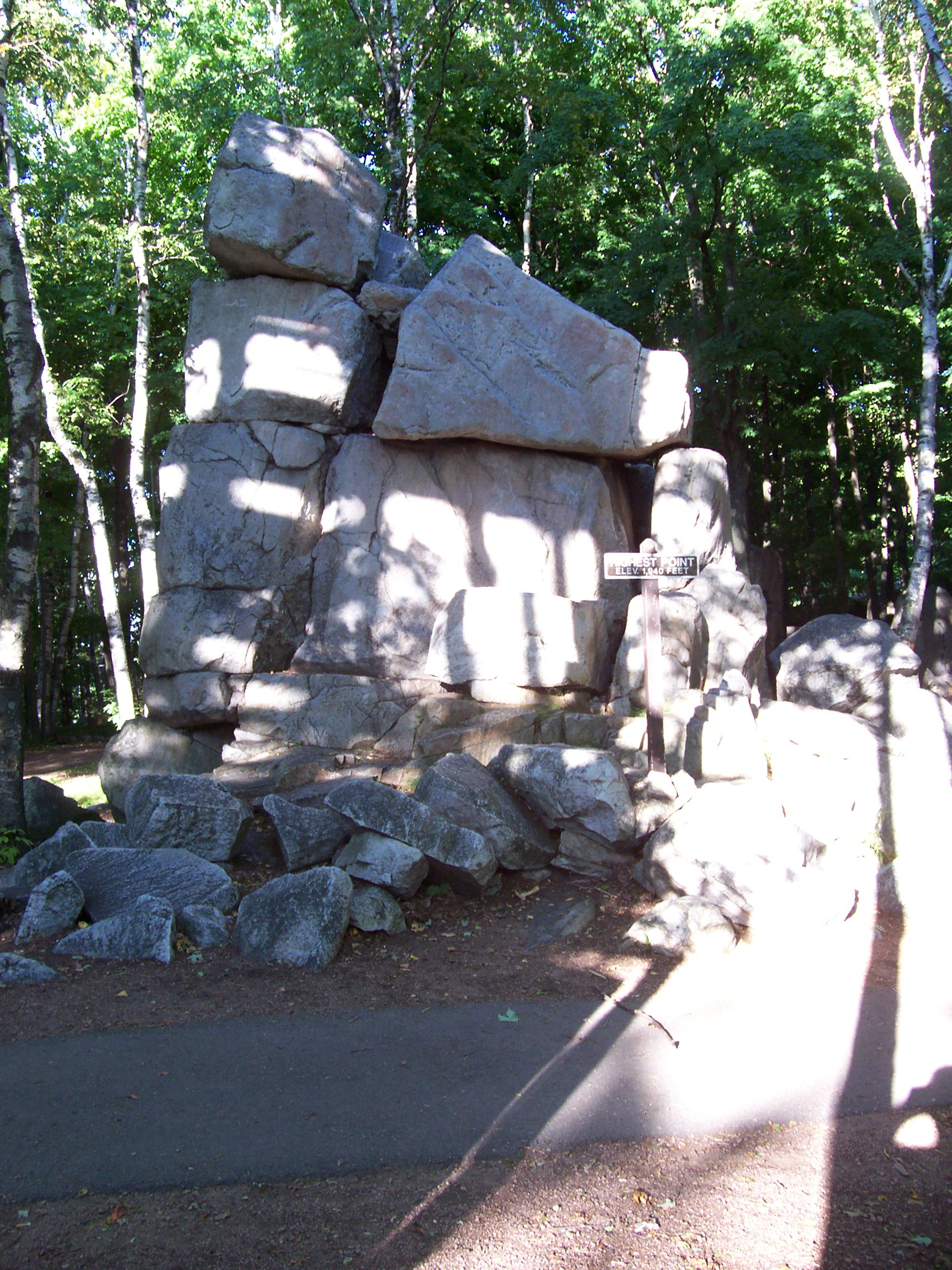
Het hoogste punt op Rib Mountain
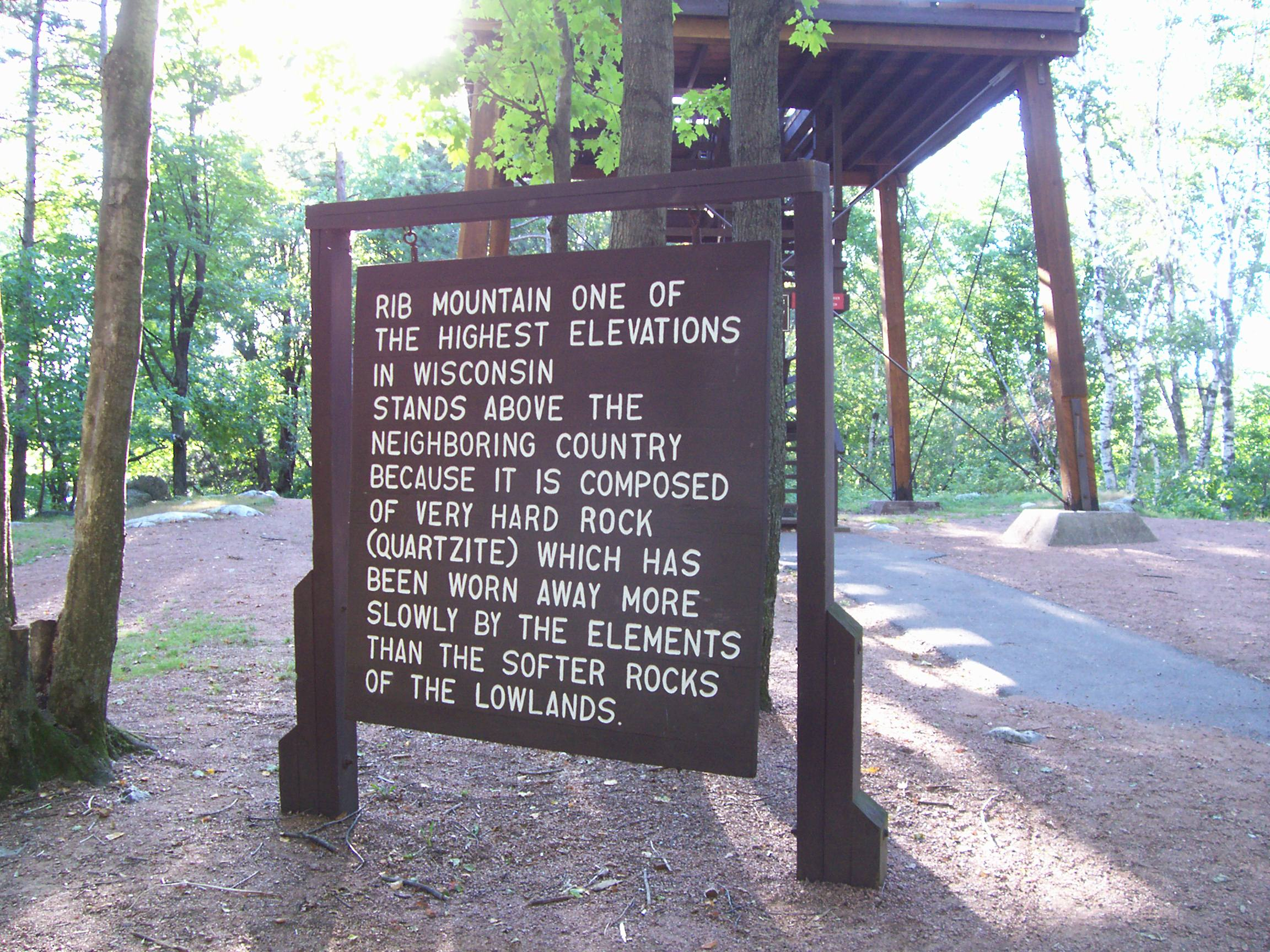
Informatiepaneel
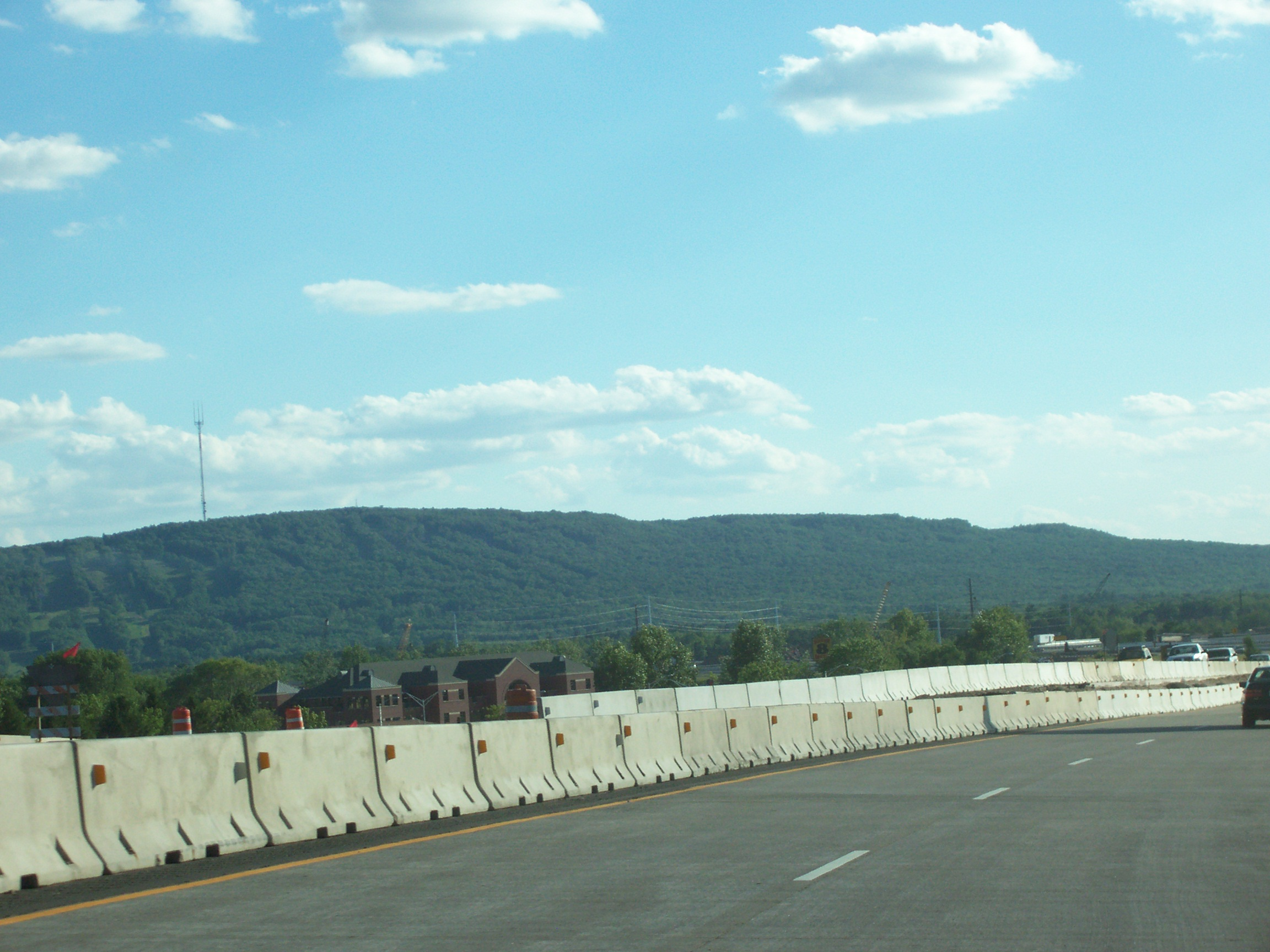
Rib Mountain gezien vanaf Interstate 39